# Ion Păturică
Ion Păturică (n. 1928, Teiș, județul Dâmbovița, d. 1979, București) a fost un cunoscut cobzar virtuoz român, de etnie romă.

## Biografie
S-a născut în anul 1928 în Teiș, județul Dâmbovița. Este nepotul unui renumit cobzar din partea locului, Marin Mărțână (n. 1900). Începe să cânte la cobză de la vârsta de 7 ani, sub îndrumarea unui frate al tatălui său.
În 1946 se căsătorește cu Ileana Manole zisă „Nuțea” și se stabilește definitiv în Clejani, după ce mai trecuse anterior prin această localitate, venind în vizită la un frate al său, căsătorit tot aici. Din partea ei are un nepot, foarte cunoscut în lumea lăutărească, Ioniță Manole.
În Clejani a cântat inițial cu Gheorghe Moțoi „al Fiții” (renumit baladist, care cânta și la cobză, chitară și contrabas), Florea Băsaru zis „Nebunu' al Stanii” (unul din cei mai buni violoniști ai Clejaniului de la jumătatea secolului trecut), Pârvan Răgălie (alt violonist renumit al locului, cunoscător de note muzicale, considerat profesorul de lăutari) și Petre Manole (țambalist).
În primăvara anului 1949 este descoperit de către cercetătorii Institutului de Folclor, care efectuau anchete de teren în Clejani. Adus în București, este promovat ca solist al Orchestrei „Barbu Lăutaru” a Institutului de Folclor, încă de la înființare, de unde iese la pensie.
Înregistrează cu Orchestra „Barbu Lăutaru” la casa de discuri cehoslovacă Supraphon Hora de la Clejani în 1950 și Hora de la Naipu în 1956, editate pe discuri distribuite în toate țările socialiste din sud-estul și centrul Europei. În anii '50 înregistrează la Radio România și la casa de discuri Electrecord câteva melodii de joc din Vlașca, precum Hora de la Gâștești, Hora lăutărească din Vlașca sau Sârba ca la nuntă.
În 1951 îl acompaniază pe vioristul Mitică Burcea din Merenii de Sus, județul Teleorman, în înregistrări realizate de folcloristul Alexandru Amzulescu pentru arhiva Institutului de Folclor. În același an participă la Festivalul mondial al Tineretului și Studenților pentru Pace și Prietenie de la Berlin, unde dobândește titlul de laureat.
În 1957, alături de o formație condusă de Nicu Stănescu, îl acompaniază pe cântărețul Dan Moisescu, care înregistrează celebrul cântec „al lui Barbu Lăutaru”, pe versurile lui Vasile Alecsandri.
Din 1975 se mută în cartierul Rahova din București, unde trăiește și cântă în tarafuri mici până la sfârșitul vieții.
A întreprins turnee artistice în URSS, Cehoslovacia, Polonia, RDG, Iugoslavia, Bulgaria, Ungaria, Austria, Elveția, Finlanda, Israel, Egipt, Turcia, Irak, Siria, India, China, Coreea de Nord etc.

## Decesul
Moare în anul 1979 la București. Rămâne în amintirea posterității drept „ultimul cobzar” din Clejani și cea mai bună „mână dreaptă” din regiunea istorică Vlașca.